# Gazeta Gdańska (1891–1939)

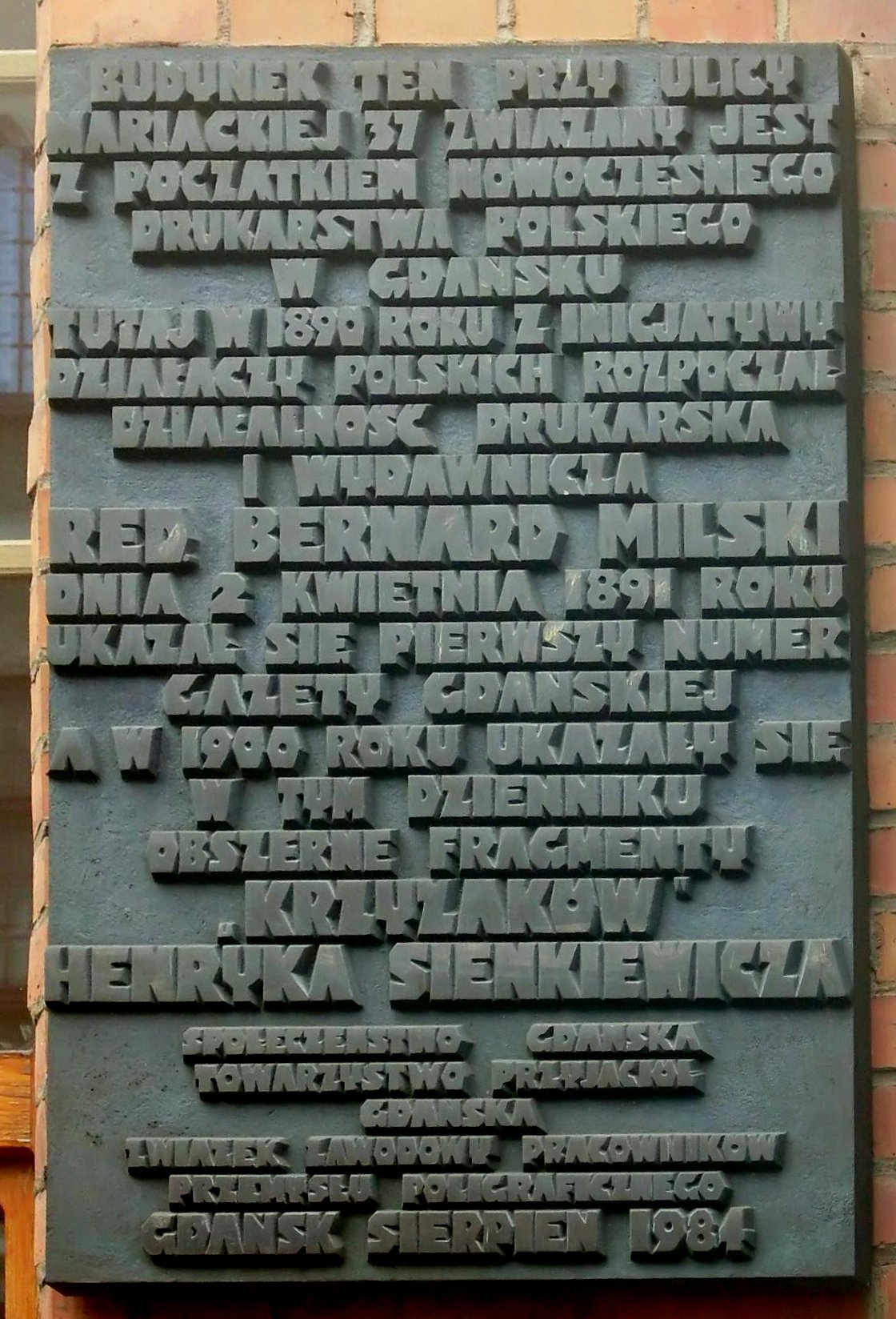
Redakcja i drukarnia „Gazety Gdańskiej” znajdowały się przy dzisiejszej ulicy Mariackiej pod nr 37

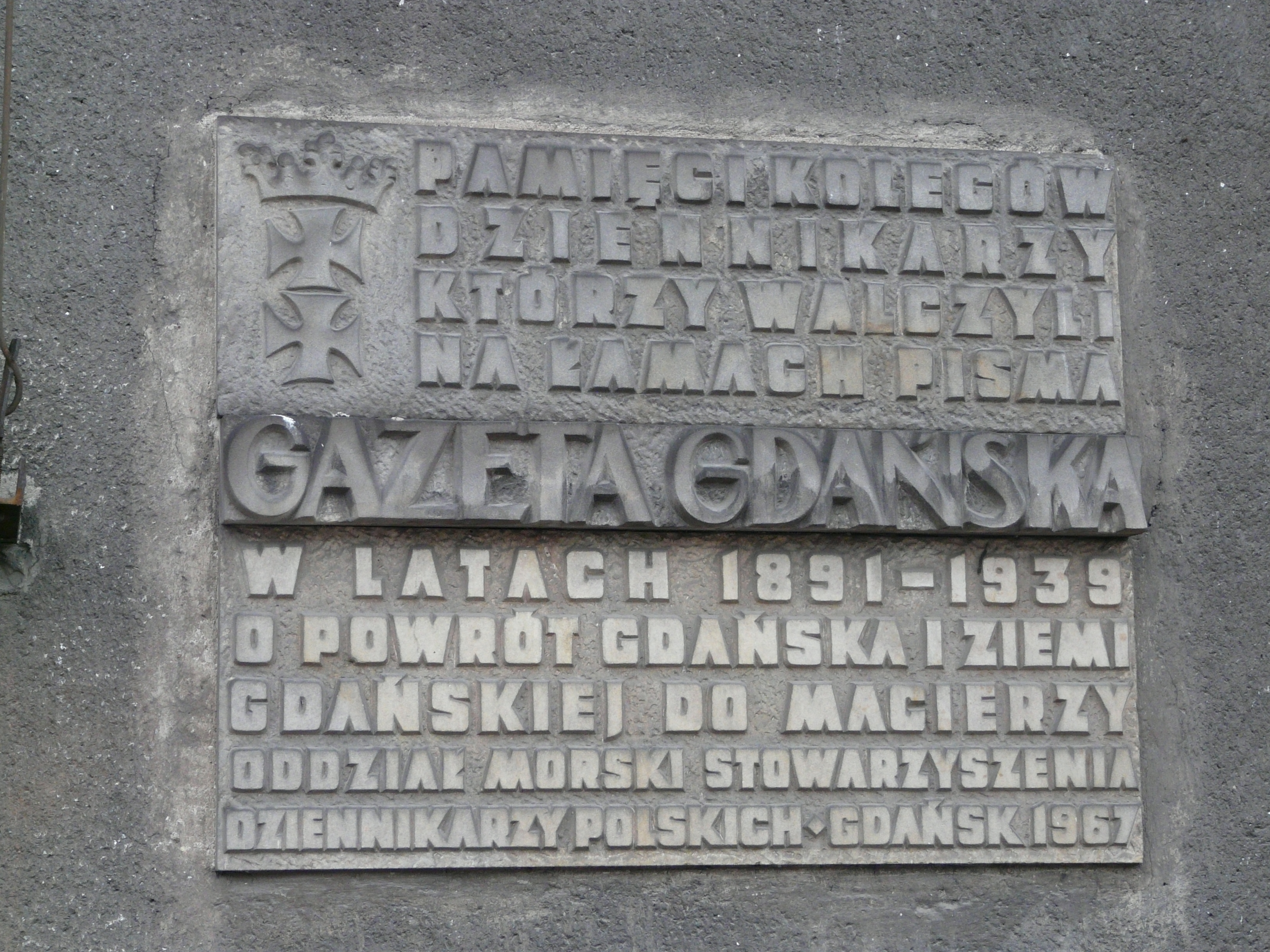
Tablica pamiątkowa na ścianie „Domu Prasy” przy Targu Drzewnym w Gdańsku

Gazeta Gdańska – polska gazeta wydawana w Gdańsku od 1891, pierwszy polskojęzyczny periodyk w tym mieście. W latach 1925–1926 ukazywała się pod tytułem „Echo Gdańskie”, następnie pod podwójną nazwą, by w końcu roku powrócić do starej nazwy. Ostatni numer ukazał się w 1939.

## Historia
Pomysłodawcami założenia pisma była grupa intelektualistów wywodząca się z kręgów poznańskich liberałów. Pomysłodawcami powstania pierwszego polskojęzycznego czasopisma w znajdującym się pod rozbiorem Gdańsku byli Stanisław Roman, dawny redaktor pelplińskiego „Pielgrzyma”, oraz były właściciel chełmińskiego tygodnika rolniczego „Piast” Juliusz Krasiewicz. Projekt poparli działacze polscy w Gdańsku: Józef Czyżewski, Jakub Gliniecki oraz Julian Lisiński. Ostatecznie redagowanie zlecono Bernardowi Zygmuntowi Milskiemu oraz Władysławowi Łebińskiemu.
Milski został także właścicielem pisma za pośrednictwem zarejestrowanej na jego nazwisko firmy „B. Milski – Gazeta Gdańska”. Pierwszy numer ukazał się 2 kwietnia 1891 w nakładzie niecałego tysiąca egzemplarzy. Wkrótce jednak nakład skoczył do 4500 egzemplarzy, kolportowanych w dużej mierze korespondencyjnie. W pierwszych latach istnienia pisma wydało ono także drukiem około 50 książek polskich autorów, w tym Krzyżaków i Trylogię Henryka Sienkiewicza.
Już w końcu XIX wieku gazeta zyskała sporą popularność i stała się najpoczytniejszym polskojęzycznym czasopismem w północnej części Prus Zachodnich. Poruszała przede wszystkim tematy związane z polskim odrodzeniem narodowym na ziemiach zaboru pruskiego, znacznie mniej miejsca poświęcając problematyce społecznej. Łączność z czytelnikami zapewniała redakcji sieć agencji rozsianych po całym regionie, zajmujących się zarówno kolportażem, jak i nadsyłaniem tematów i materiałów. Listę kontaktów do agentów gazety regularnie publikowano na jej łamach.
W 1901 Milski sprzedał wydawnictwo gdańskiemu prawnikowi prof. Marianowi Palędzkiemu. Nowym redaktorem naczelnym został jego krewny, Stefan Palędzki. Przeprowadzono także restrukturyzację pisma w celu ratowania jego finansów. Mimo to, począwszy od 1903 nakład sukcesywnie spadał z początkowych 4500 egzemplarzy do 3650 egzemplarzy w 1905 i 2780 egzemplarzy w 1907.
W 1905 na krótko redaktorem naczelnym został Aleksander Majkowski, kaszubski pisarz i działacz społeczny, założyciel Ruchu Młodokaszubskiego. Za jego szefostwa od 6 maja 1905 rozpoczęto wydawanie ukazującego się raz na dwa tygodnie dodatku „Drużba” redagowanego w języku kaszubskim. Jednak już 27 lipca tego roku Majkowski odszedł z gazety i wydawanie dodatku zarzucono wkrótce potem.
W dwudziestoleciu międzywojennym gazeta była wydawana przez Drukarnię Gdańską. W latach 30. XX wieku (w okresie Wolnego Miasta Gdańska), mimo coraz częstszych nacisków politycznych i powtarzających się konfiskat nakładu, gazeta ukazywała się w dalszym ciągu. Początkowo jako w pełni niezależne pismo, ostatecznie jako lokalna mutacja toruńskiego „Dnia Pomorskiego”. Ostatni numer ukazał się drukiem 30 sierpnia 1939 (w środę), tuż przed wybuchem II wojny światowej.

## Redaktorzy naczelni
- 1891–1901: Bernard Milski[7]
- 1901–?: Stefan Palędzki
- 1905: Aleksander Majkowski
- 1913–1920: Jan Kwiatkowski[7]
- 1927–1932: Władysław Cieszyński[7]